# San Nicola degli Incoronati

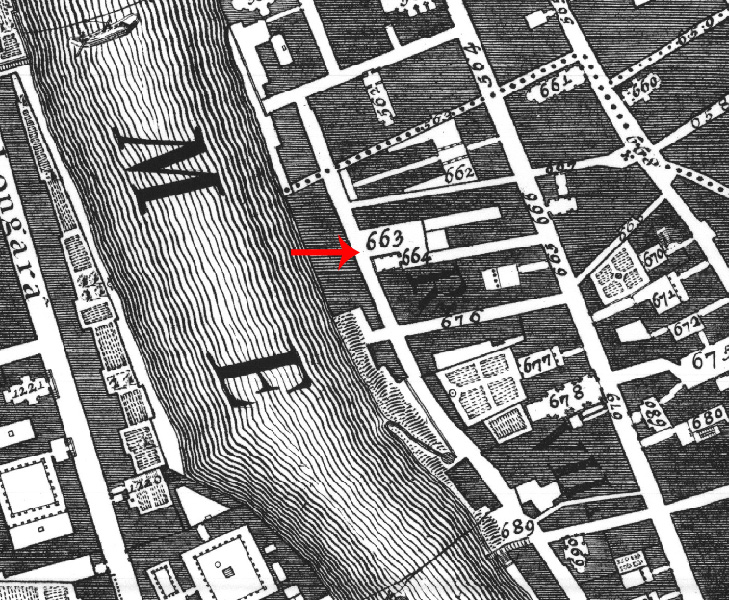
Plan von Giovanni Battista Nolli (Neue Topographie von Rom, 1748), mit der Kirche San Nicola degli Incoronati (Nr. 664)

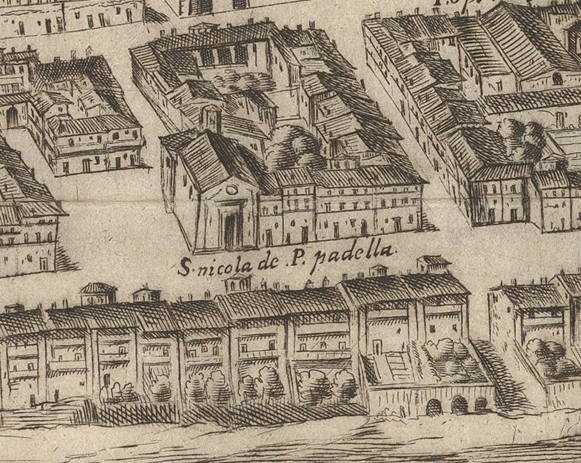
Die Kirche San Nicola degli Incoronati in Mappa di Roma von Antonio Tempesta (1593).

Die Kirche San Nicola degli Incoronati ist ein ehemaliges katholisches Gotteshaus im Stadtteil Regola von Rom. Sie befand sich auf der heute nicht mehr existierenden Piazza Padella, zwischen der heutigen Via Bravaria und dem Vicolo delle Prigioni. Sie wurde zwischen 1936 und 1939 für den Bau des Liceo Ginnasio Virgilio abgerissen.

## Geschichte und Beschreibung
Die Kirche wird zum ersten Mal 1186 in einer Bulle von Papst Urban III. unter den Filialkirchen von San Lorenzo in Damaso erwähnt. Im Katalog des Cencio Camerario (Ende des 12. Jahrhunderts) wird sie unter der Nr. 284 mit dem Namen Sancto Nicolao de Furca erwähnt. Der mittelalterliche Name des Gebäudes San Nicola degli giustiziati bezieht sich auf die Tatsache, dass sich vor der Kirche Galgen und ein Brunnen befand, in den die Leichen der Hingerichteten geworfen wurden.
In der Kirche, auch bekannt als die Kirche der Gehängten, wurden die zum Tode verurteilten Schuldigen getröstet. In der Nähe der Kirche befand sich das von der Familie Savelli geführte Gefängnis.
Papst Leo X. machte sie 1512 zu einer Pfarrei mit dem Patronatsrecht der Familie Planca (oder Plancia) Incoronati. Diese Familie, der die Kirche seit Ende des 15. Jahrhunderts gehörte, gab dem Sakralbau seinen neuen Namen. Sie wurde mit einem Taufbecken ausgestattet, bis sie 1569 wieder eine Filialkirche von San Lorenzo di Damaso wurde. Zwischen 1583 und 1585 übernahm sie einen Teil der Aufgaben der aufgehobenen Pfarrei Sant’Andrea di Nazareth (auch bekannt als Sant’Andrea de Azanesi).
Sie wurde auf Kosten der Familie Incoronati renoviert und von Papst Benedikt XIII. am 1. Mai 1728 geweiht. Auf Kosten der Gemeindemitglieder wurden 1759 weitere Renovierungen durchgeführt.
Weitere Renovierungen auf Kosten der Gemeindemitglieder wurden 1759 durchgeführt. 1798 wurde hier Giovanni Borgi, genannt Tata Giovanni, begraben, an den eine 1831 angebrachte Gedenktafel erinnerte. 1819 wurde bei der Kirche vom Holzschnitzer Giacomo Casoglio eine Abendschule für junge Handwerker eingerichtet. Aus dieser ursprünglichen Schule entwickelten sich später die von dem Rechtsanwalt Michele Gigli gegründeten religiösen Abendschulen Scuole notturne di religione.
Die im Jahr 1658 630 Gemeindemitglieder zählende Pfarrei wurde während der französischen Besetzung Roms am 12. August 1805 aufgehoben und in die Pfarrei San Giovanni in Ayno eingegliedert.
Aus einem Bericht von Armellini aus dem Jahr 1658 geht hervor, dass die Kirche drei Altäre hatte: den Hochaltar, der dem Titularheiligen Nikolaus von Myra geweiht war, auf dem sich nach einem Bericht von Nibby ein Altarbild von Zucchetti befand, und die Seitenaltäre, die der Jungfrau Maria und der heiligen Ursula geweiht waren. Die Kirche hatte einen Glockenturm mit zwei kleinen Glocken. Sie hatte keinen eigenen Friedhof, aber im Inneren gab es einige Bestattungen.